# Черняховская, Вероника Александровна
Вероника Александровна Черняховская (укр. Вероні́ка Олекса́ндрівна Черняхі́вська; 25 апреля 1900, Киев — 22 сентября 1938, там же) — украинская советская поэтесса, переводчик.

## Биография
Родилась в семье известной писательницы и поэтессы Л. Старицкой-Черняховской и профессора-медика Киевского университета А. Г. Черняховского. Внучка писателя, драматурга и общественного деятеля М. П. Старицкого.
После окончания в 1918 году с отличием Второй украинской гимназии им. Кирило-Мефодиевского братства обучалась на экономическом факультете Киевского коммерческого института и курсах иностранных языков.
Вместе с отцом, профессором медицины А. Г. Черняховским, по заданию Наркомата здравоохранения, где она работала референтом — переводчиком, съездила в командировку в Германию. Там вышла замуж за немецкого подданного, с которым познакомилась в Киеве, швейцарца Теодора Геккена.
За рубежом Вероника совершенствовала свои знания немецкого и английского в Берлинском университете. Побывала в Швейцарии и Италии.
С 1920 года была в числе активных участников украинской литературно-художественной группы «Гроно».
Осенью 1929 года Вероника Черняховская была арестована по обвинению в причастности к «делу СОУ». Содержалась в харьковской тюрьме. В январе 1930 её выпустили, мать уговорила чекистов и заменила дочь во время процесса на скамье подсудимых. Срок наказания был условным. Но арестовали отца и мать.
Вторично Веронику арестовали 8 января 1938 года по обвинению в проведении «шпионско-контрреволюционной деятельности». Поводом послужило то, что она с отцом в 1928—1929 годах побывала в творческой командировке в Германии. Во время заключения в Лукьяновской тюрьме Вероника Черняховская сошла с ума.
22 сентября 1938 года она была приговорена к расстрелу. Приговор приведен в исполнение в тот же день. Место её захоронения неизвестно.

## Творчество
Вероника Черняховская — поэтесса-лирик. Рано проявила свой талант поэтессы и переводчицы. Её произведения печатались в литературно-искусствоведческом альманахе «Гроно» и «Вихрь революции».
Знала древнегреческий, латинский, русский, французский, немецкий, испанский, английский языки. Переводила художественную литературу, уцелели её переводы с немецкого Франца Верфеля и с французского Андре Спира.
Писала оригинальные вещи, например, поэму для детей «Кап и Крап. Путешествие двух капелек воды».
Кроме медицинских трудов на службе, перевела на украинский язык и опубликовала: роман Джека Лондона «Лунная долина» (1927, переиздан в 1971), «Жерминаль» Эмиля Золя, «Приключения Оливера Твиста» Чарльза Диккенса (1929, переиздан в 1963 и 1993) и др.
После ареста родителей переводы печатала анонимно.